# Cantón de Sceaux
El cantón de Sceaux era una división administrativa francesa, que estaba situada en el departamento de Altos del Sena y la región de Isla de Francia.

## Composición
El cantón estaba formado por una comuna más una fracción de otra comuna:
- Châtenay-Malabry (fracción)
- Sceaux

## Supresión del cantón de Sceaux
En aplicación del Decreto nº 2014-256 de 26 de febrero de 2014, el cantón de Sceaux fue suprimido el 22 de marzo de 2015 y sus 2 comunas pasaron a formar parte del nuevo cantón de Châtenay-Malabry.